# Џозеф Стилвел
Џозеф Стилвел (енгл. Joseph Warren Stilwell, 19. март 1883-12. октобар 1946), генерал САД.

## Други светски рат
За време Другог јапанско-кинеског рата командовао је од марта 1942. кинеском 5. и 6. куоминтаншком армијом на бурманском ратишту, а затим је био начелник штаба Чанг Кај-Шека, командант свих америчких снага у Кини и војни представник САД за америчку помоћ куоминтаншкој Кини. Кинеске снаге под Стилвелом претрпеле су 1942. у Бурми пораз. Крајем марта 1944. Стилвел је са америчко-кинеском армијом почео савезничку офанзиву у Бурми. Јануара 1945, постављен је за команданта копнене војске САД, а јуна исте године за команданта америчке 10. армије на Окинави.

## После рата
Од фебруара 1946. постављен је за команданта реактивиране 6. армије у САД. Његове мемоарске забелешке објављене су 1948 (енгл. The Stilwell Papers).